# Église anglicane Saint-Andrew de Pau
L'église anglicane Saint-Andrew est une église anglicane située no 8, rue O'Quin, à Pau, dans le département des Pyrénées-Atlantiques.

## Historique
La communauté anglicane de Pau se structure avec Christ Church, une église construite en 1841, rue Serviez, et devenu temple protestant de Pau en 1920, de confession réformée, aujourd'hui paroisse de l'Église protestante unie de France.
Holy Trinity Church est édifiée en 1862, rue Bargoin et Temporary Iron Church, rue Calas.
L'église St Andrew est construite en 1888 à l’initiative du Révérend Reginald Acland-Troyte, chapelain de Saint-Andrew de 1885 à 1922. Le presbytère est doté d'une tour et d'une façade à pignon, en 1893.
En 1879, la communauté anglo-saxonne comptait 2 516 membres et les Américains 1 914.

## Architecture
L'église a été construite et décorée dans le style néo-gothique recommandé par la Camden Society de Cambridge (1829-1868). On ne connaît pas l'architecte qui a donné le plan de l'église.
Grâce aux dons des paroissiens, l'église s'est enrichie d'une riche décoration :
- mobilier liturgique : 
  - le trône épiscopal et le grand lustre, dans les années 1889-1890 ;
  - chaire et grille entre l'avant-chœur et la nef, en 1893,
- vitraux réalisés par les ateliers Lobin, entre 1889 et 1892, et Jules-Pierre Mauméjean en 1891.

Une seconde campagne de construction se déroule au début du XXe siècle :
- chapelle funéraire du Saint-Sépulcre, en 1902 ;
- porche néo-gothique, en 1903 ;
- chapelle des fonts baptismaux, en 1906.

La décoration continue à s'enrichir :
- verrières de la chapelle du Saint-Sépulcre de style pré-raphaélique sont probablement d'Arthur Louis Moore (1849-1939) ;
- partie inférieure du retable et panneaux peints du chœur réalisés de la firme londonienne Hemmings, en 1907 ;
- partie supérieure du retable par la même firme, en 1911 ;
- lambris et buffet d'orgue, en 1916 ;
- calvaire au-dessus de la grille, en 1918 ;
- nouveau devant de maître-autel et chapelle commémorative de la Première Guerre mondiale, en 1919 ;
- autel dans une chapelle réalisée par le sculpteur palois Ernest Gabard, en 1926.

L'église se distingue par la grande richesse de son décor.
L'église et les façades et toitures de son ancien presbytère avec le porche et l'escalier d'accès sous verrière font l'objet d'une inscription de au titre des monuments historiques depuis le 21 mai 2015.